# Akira Abe
Akira Abe (jap. 阿部 昭, Abe Akira; * 22. September 1934 in Hiroshima, Präfektur Hiroshima; † 19. März 1989 in Tsujidō, Fujisawa) war ein japanischer Schriftsteller.

## Leben
Abe wurde als Sohn eines Marineoffiziers in Hiroshima geboren. Den größten Teil seiner Kindheit verbrachte er nach der Versetzung seines Vaters 1935 in Kugenuma, Fujisawa. Von 1941 an besuchte er die Volksschule in Fujisawa und danach im Jahrgang unter Shintarō Ishihara und Jun Etō die Oberschule Kanagawa. Er studierte etwa zur gleichen Zeit wie Kenzaburō Ōe französische Literatur an der Universität Tokio. Während seiner Studienzeit arbeitete Abe als Hauslehrer bei den Cellisten Tsuyoshi Tsutsumi und Kenichirō Yasuda. 
Nach seinem Universitätsabschluss 1959 arbeitete er, bis zum Beginn seiner Laufbahn als professioneller Schriftsteller 1971, als Fernseh- und Radioregisseur bei TBS. Neben der Arbeit schrieb er in dieser Zeit bereits. Für die autobiografisch gefärbte Erzählung Kodomobeya (子供部屋) erhielt er 1962 den Bungakukai-Nachwuchspreis (文學界新人賞, Bungakukai Shinjinshō). 1970 machte er mit seiner Erzählung Urlaub für die Ewigkei (Shirei no kyūka) auf sich aufmerksam. Ein Jahr später kündigte Abe bei TBS, um sich ausschließlich der Schriftstellerei zu widmen. 
1973 erhielt er für Sennen (千年) den Mainichi-Kulturpreis. Mit Motiven, die immer wieder autobiografisch auf die eigene Familiensituation verweisen, gehört Akira Abe zu den Vertretern des japanischen Ich-Romans („Shishōsetsu“). Zu den Themen gehören die Auseinandersetzung mit dem Autoritätsverlust des Militärs in der Nachkriegszeit, von dem insbesondere sein Vater betroffen war und ähnlich wie bei Oe das Zusammenleben mit einem behinderten Familienmitglied. Abe ist zudem ein Meister der Kurzgeschichte.  
Abe starb am 19. März 1989 im Alter von nur 55 Jahren an Herzversagen in Tsujidō, einem Stadtteil von Fujisawa. Abes zweiter Sohn Ryūjirō Abe (阿部 龍二郎) arbeitet gegenwärtig als Abteilungsleiter bei TBS.

## Werke
- 1970 Ōinaru hi (大いなる日)
- 1971 Shirei no kyūka (司令の休暇)
  - dt. „Urlaub für die Ewigkeit“, übersetzt von Gudrun Grawe, edition q, Berlin, 1994, ISBN 3-86124-186-2[2]
- 1973 Sennen (千年)
- 1976 Kodomo no himitsu (子供の秘密)
- 1976 Jinsei no ichinichi (人生の一日 中央公論社)
  - dt. „Lebenstage“, übersetzt von Detlef Foljanty, in: Erkundungen, 12 Erzähler aus Japan, Volk und Welt, Berlin, 1992, S. 218–232[2]
- 1978 Kodomobeya (子供部屋)
- 1979 Chichitachi no shōzo (父たちの肖像)
- 1981 sambun no kihon (散文の基本, Grundlage der Prosa)
- 1987 Tampen shōsetsu o katarau (短篇小説を語る)